# Lialis
Lialis – rodzaj jaszczurek z rodziny płatonogowatych (Pygopodidae).

## Zasięg występowania
Rodzaj obejmuje gatunki występujące w Australii, Indonezji (Wyspy Aru i Irian Zachodni) i Papui-Nowej Gwinei (Sepik Zachodni, Sepik Wschodni, Madang, Prowincja Zachodnia, Prowincja Centralna i Archipelag Bismarcka).

## Systematyka
Rodzaj zdefiniował w 1834 roku angielski zoolog John Edward Gray w artykule poświęconym nowemu rodzajowi jaszczurek z Nowej Południowej Walii, opublikowanym w czasopiśmie Proceedings of the Zoological Society of London. Gatunkiem typowym jest (oznaczenie monotypowe) płatonóg ostropyski (L. burtonis).

### Etymologia
- Lialis: etymologia nieznana, Gray nie wyjaśnił znaczenia nazwy rodzajowej[1]; według Agassiza jest to zmyślona nazwa[6].
- Ophiophthalmus: gr. οφις ophis, οφεως opheōs ‘wąż’[7]; οφθαλμος ophthalmos ‘oko’[7]. Gatunek typowy (oryginalne oznaczenie): Lialis burtonis Gray, 1834.
- Alopecosaurus: gr. αλωπηξ alōpēx, αλωπεκος alōpekos ‘lis’[8]; σαυρος sauros ‘jaszczurka’[9]. Gatunek typowy (oryginalne oznaczenie): Alopecosaurus cuneirostris Lindholm, 1905 (= Lialis jicari Boulenger, 1903).

### Podział systematyczny
Do rodzaju należą następujące gatunki: 
- Lialis burtonis J.E. Gray, 1834 – płatonóg ostropyski[10][11]
- Lialis jicari Boulenger, 1903